# Dekanat Żyglin
Dekanat Żyglin – jeden z 16 dekanatów katolickich wchodzących w skład diecezji gliwickiej, w którego skład wchodzi 10 parafii.

## Parafie dekanatu Żyglin
- Miasteczko Śląskie–Brynica: Parafia św. Apostołów Piotra i Pawła
- Miasteczko Śląskie: Parafia Wniebowzięcia Najświętszej Maryi Panny
- Miasteczko Śląskie–Żyglin: Parafia Narodzenia Najświętszej Maryi Panny
- Nakło Śląskie: Parafia Najświętszego Serca Pana Jezusa
- Świerklaniec: Parafia Chrystusa Króla
- Świerklaniec–Nowe Chechło: Parafia św. Brata Alberta
- Świerklaniec–Orzech: Parafia Najświętszej Maryi Panny Jasnogórskiej
- Tarnowskie Góry-Lasowice: Parafia św. Katarzyny Aleksandryjskiej (od 25 marca 2019)
- Tarnowskie Góry-Sowice: Parafia Matki Boskiej Częstochowskiej (od 25 marca 2019)
- Tarnowskie Góry-Bobrowniki Śląskie: Parafia Przemienienia Pańskiego (od 25 marca 2019)

Do 25 marca 2019 do dekanatu Żyglin należała również parafia:
- Bytom–Sucha Góra: Parafia św. Michała Archanioła